# 美浦トレーニングセンター

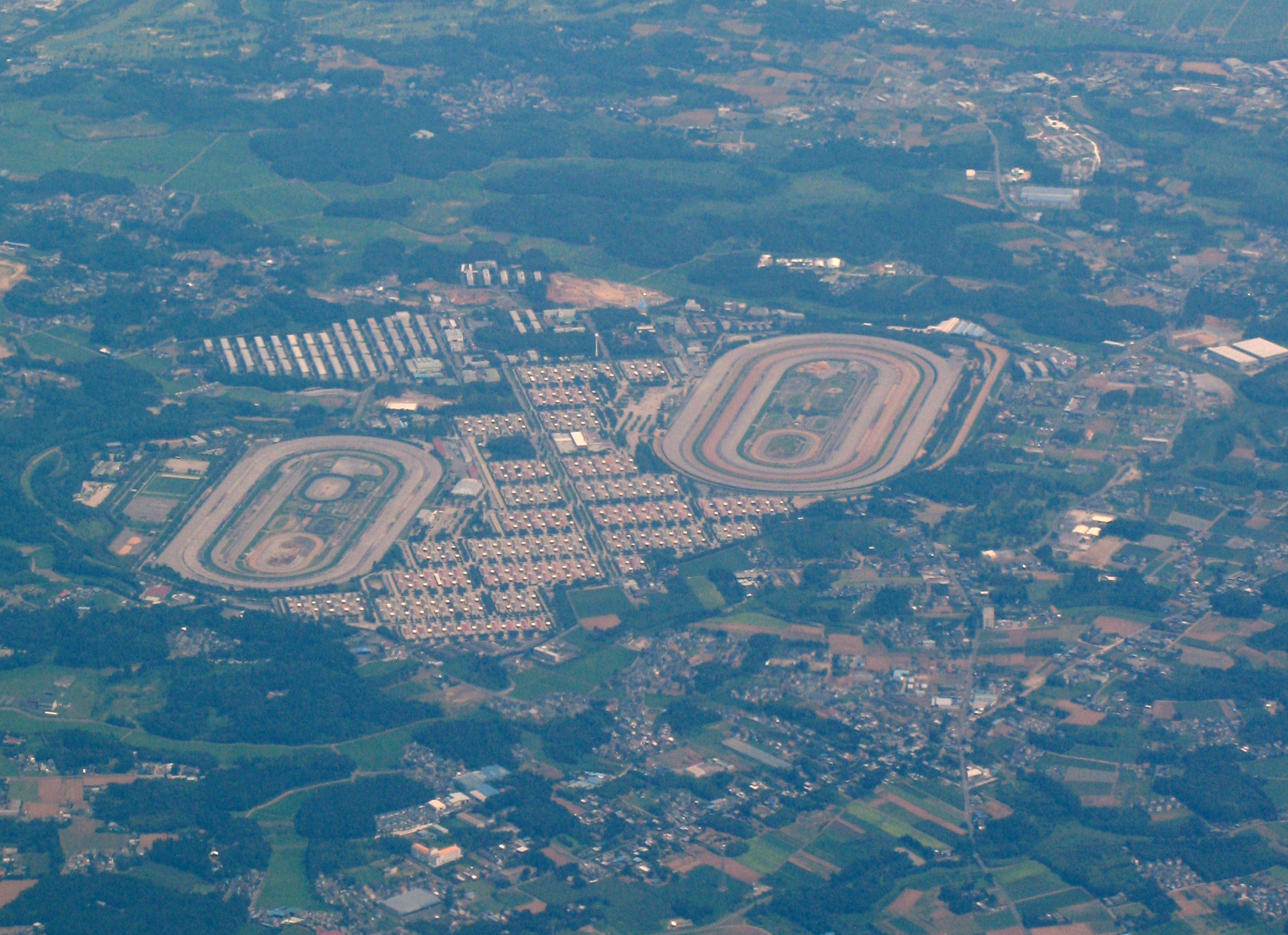
上空より

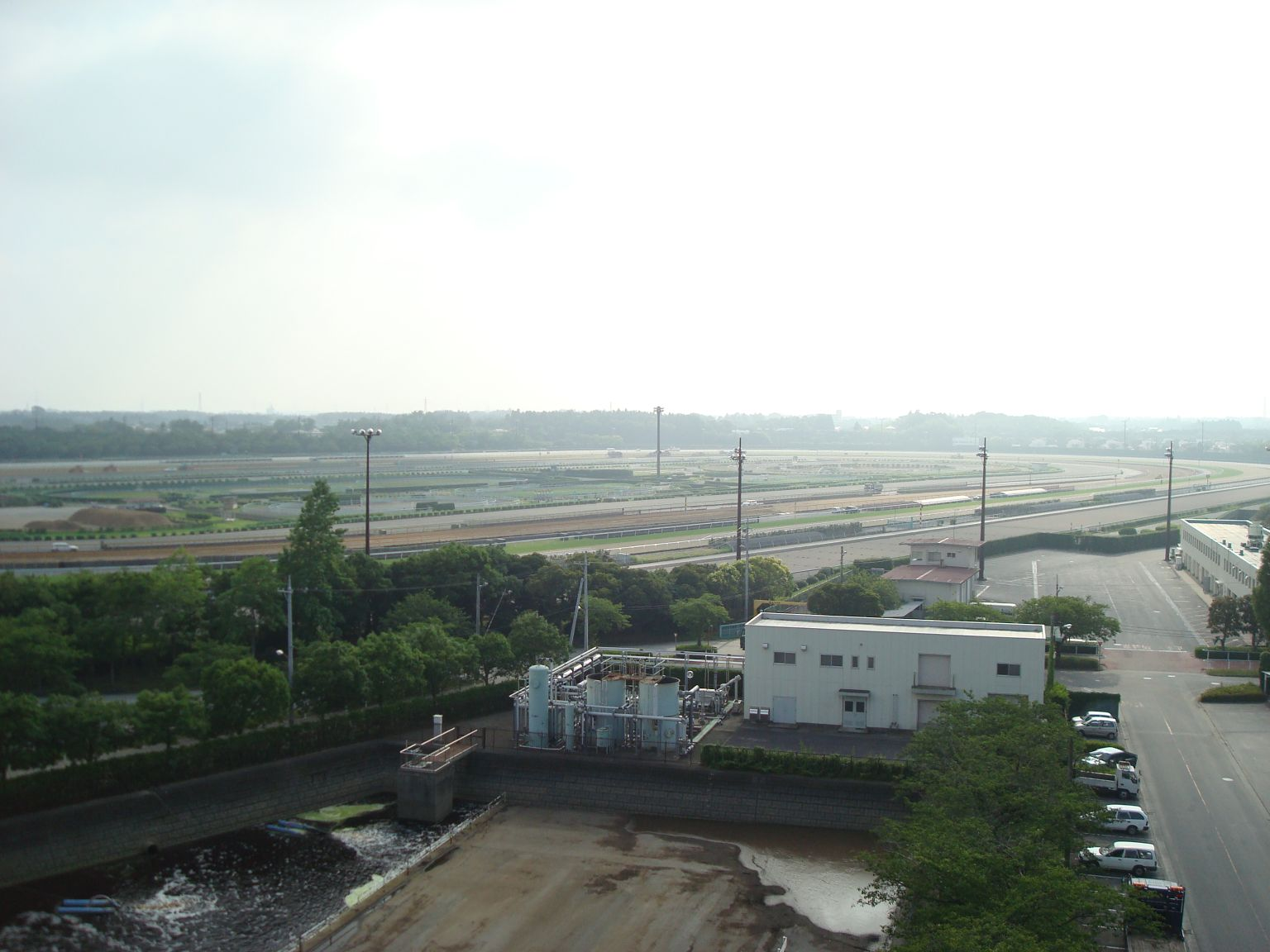
見学用フロアから南追馬場を望む。

美浦トレーニングセンター（みほトレーニングセンター）は、茨城県稲敷郡美浦村にある日本中央競馬会（JRA）の施設（トレーニングセンター）である。
中央競馬の東日本地区における調教拠点である。略称は「美浦」「美浦トレセン」「美浦TC」など。

## 概要

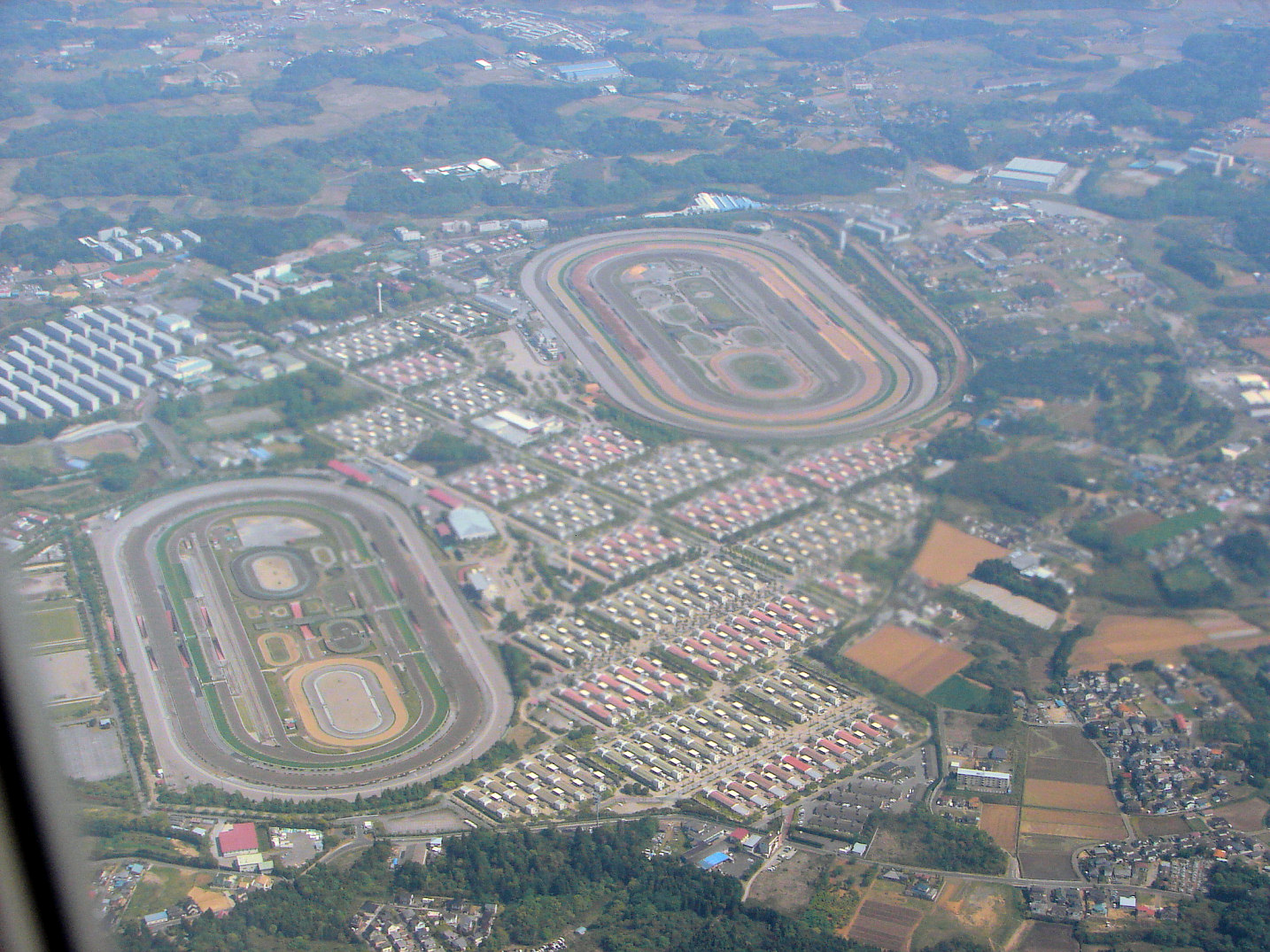
2009年撮影

美浦トレセンは競走馬の鍛練・調教を目的に設置されているトレーニングセンターとしては中央競馬・地方競馬を問わず日本国内で最大の規模の施設であり、厩舎区画は2600頭以上の競走馬を収容可能である。調教コースは6つのトラックが設置されており、2000mのウッドチップコースや障害用の調教コースがある（かつては北馬場に障害用の調教コースがあった）。さらに場内には坂路コース、脚元の弱い馬のためのスイミング・プールや水中歩行訓練装置、馬のクールダウンやリラックスのための逍遥馬道、海外レースに出走する競走馬が入る検疫厩舎、競走馬に総合的な医療行為を行える診療所なども設置されている。この種の施設としては、その規模・設備は世界的に見てもトップクラスの水準にあるとされる。

このような大規模な施設が建設された背景として、トレーニングセンター建設当時は同時期に進行していた新東京国際空港の建設に対して大規模な反対運動が生じており、代執行では多数の死傷者を出したような世相であり、中山競馬場においても地権者会とJRAの間で深刻なトラブルが生じていたことから、「万が一の事態」が生じたときには美浦で競馬を開催することを企図していたことがあるといわれる。
また、敷地内には競走馬のトレーニングのための施設だけではなく、競馬関係者とその家族の生活空間も設置されており、トレーニングセンターで人馬を集約管理するシステムが形成されている。競走の公正確保や防疫という観点から、厩舎やコースがある区域への入口には入退場のゲートが設置されチェックがなされており、許可を持たない部外者の業務区画への立ち入りは常時厳しく制限されている。業務区域に一般的な競馬ファンが入場できる機会は、定期的に企画される施設見学のツアーや、大レース前に開催される公開調教などのイベント企画などに限定されている。
敷地内には、厩務員宿舎・騎手宿舎・独身寮・職員宿舎など、競馬関係者の生活のための施設が設置されている。当施設に所属・在籍の厩舍関係者・騎手・JRA職員などとその家族の約5000人が暮らしており、これは美浦村の人口の約3割を占める。近隣に自宅を構え通勤している競馬関係者も少なくない。トレセン所在の美浦村美駒地内には馬具専門店、ショッピングセンターや簡易郵便局、診療所などが設置されており、競馬関係者やその家族の日常生活の大半をトレセン及び周辺地域だけで済ませられるシステムが構築されている。
直接の中央競馬関係者の他、周辺地域に数多く存在する競走馬の育成・休養を目的とした牧場の関係者、その他競馬新聞・スポーツ新聞などの競馬マスコミ、馬匹輸送、飼料販売などといった競馬関連産業に従事する者、トレセン内部・周辺の店舗の従業員などまでも含めれば、競馬の存在によって生計を立て暮らす者とその家族はトレーニングセンター・美浦村とその周辺地域で合わせて数万人にも及ぶとされ、美浦トレセンを頂点とした一種の「競馬村」とでもいうべき様相を呈している。
なお、敷地の大部分は美浦村に存在するが、敷地内に稲敷市江戸崎の突出部が存在することから南馬場の一部とその西側に位置する厩舎のうち数棟は稲敷市に所在し、厩舎の中には市境をまたいで建っているものもある。

## 開場まで
1970年代までは関東地区の厩舎に所属する馬（俗に関東馬と呼ばれる）の調教については東京、中山の2つの競馬場と白井の拡張厩舎街（当時は中山競馬場白井分場。現在の競馬学校の所在地）を中心に実施されてきた。
しかし、調教に必要なコース本数が充分確保されておらず、馬場を保護するためにコースの内外を区分して調教するなど難しいやりくりなどを強いられた。また、東京、中山いずれも周辺地域の宅地化が進展しており、競馬場周辺の環境問題にも対応する必要が出てきた。

そこで検討されていたのは、休養馬の保養所および若駒の育成調教場として、東京西郊に東京競馬場の分厩舎を新設するという構想であった。1959年にはその候補地として東京都八王子市片倉町が選定されるなど進展を見せるも、1965年の多摩ニュータウン計画の発表で地価が高騰するなどの影響を受けて十分な敷地の確保が難しくなり、分厩舎構想は断念された。また、中山競馬場の白井分場も1960年代の千葉県による千葉ニュータウン計画構想が浮上したことで、移転の必要性が増していた。
1961年（昭和36年）にトレーニングセンター構想と厩舎群の競馬場からの移転計画が具体化した。
1967年（昭和42年）には最終候補地として、茨城県稲敷郡美浦村、神奈川県横浜市港北区（現:緑区）長津田地区、神奈川県厚木市棚沢地区の3ヵ所を選定。
このうち美浦村では、前年に新東京国際空港（現・成田国際空港）の建設地が千葉県成田市の三里塚地区に決定されて空港誘致を逃しており、村長の糸賀喜一がトレーニングセンターの誘致に乗り出して大口地権者の協力を得るなどの積極的な働きかけを行った。村からは誘致陳情書が提出され、また地元茨城3区選出の衆院議員で農林大臣も務めた赤城宗徳の尽力もあり、翌1968年（昭和43年）4月、正式に美浦村が関東地区のトレーニングセンター候補地として選出された。同年中に調印も行われ、用地買収が開始された。
しかし、多くの地主から退去に伴う代替地の要求が発生したこともあって用地買収の完了には約4年を要し、1972年（昭和47年）9月にようやく敷地の造成工事に着手した。栗東トレーニングセンターが開場した後のことであった。その後も第1次オイルショックの影響などで工事は難航したが、1977年（昭和52年）12月に全ての建設工事が完了した。設計は三橋建築設計事務所。

## 歴史
- 1978年（昭和53年）：4月10日に開場[5]し、両競馬場の厩舎群および多くの競馬関係者とその家族を当地に集約移転させた[注釈 8]。
- 1993年（平成5年）：10月南コース側の一角に坂路コースが完成[7]。
- 2004年（平成16年）：坂路コースの改修と拡張が行われた。
- 2007年（平成19年）：11月16日にニューポリトラックによる調教コースを導入。南馬場Cコースの外柵（ラチ）側を約5メートル拡張し、幅員25メートルの外側15メートル部分に設置する工事が行われた。総工費は材料費を含め約9億円になった。
- 2008年（平成20年）：開設30周年を迎え、その祝賀会が4月21日にトレーニングセンター内の厚生会館で行われた。
- 2018年（平成30年）：2月、JRAは美浦トレセンの大規模改造に着手することで合意した[8]。
- 2023年（令和5年）：坂路コースの改修が完了し、従前の18mから15m延長された33mの新坂路コースとして10月に本運用を開始した[9][10]。

## 美浦トレセンと関東馬の長期低迷
1988年以降、美浦トレーニングセンターの所属馬（関東馬）は栗東トレーニングセンターの所属馬（関西馬）に勝利数と獲得賞金額の両面で大きく水をあけられた。この状況を天気予報（気圧配置）に使われる言葉になぞらえて「西高東低」と言われることがある。

## 関東馬の「栗東留学」
「栗東留学」とは「京都・阪神の競走への出走のための事前調整」という理由を用いて、管理馬を実際のレースよりも数週間前から栗東トレセンに輸送・滞在させ、一定期間栗東トレセンの坂路などの施設で鍛錬を積ませる強化育成の手法である。2000年代以降、スポーツ新聞等で「栗東留学」という言葉が用いられている。
初期の例として、2002年、国枝栄がソルティビッドを阪神ジュベナイルフィリーズへの出走を利用して、栗東トレセンに事前入厩させたことが挙げられる。その後も栗東へ事前入厩した関東馬が好走・勝利する状況が散見される様になり、要因として「栗東トレセンでのトレーニングの効果」を指摘するというパターンが見られる様になったことで、「栗東留学」などの表現が定着していった。
2007年のNHKマイルカップを優勝した関東馬ピンクカメオの勝因について、国枝栄厩舍陣営は「前走の桜花賞の前に栗東トレセンに滞在して栗東の施設で調教が行えたこと」を最大の要因として挙げており、2008年の秋華賞で1着3着を占めて大波乱を巻き起こした小島茂之厩舎陣営も、全く同様にレース前に馬を栗東トレセンに送り込んで調教を積めたことを勝因に挙げている。
2009年においても、関東馬のGI優勝は年間4頭であるが、その内の3頭がレース前から事前に栗東トレセンに滞在し、その坂路でトレーニングを行うという調整課程を経ての勝利であった。
2010年には国枝栄厩舎所属のアパパネが関東馬として桜花賞を4年ぶりに制したが、国枝の「関西馬に勝つためには関西馬になり切ればいい」という育成方針から、関西圏での出走の度に栗東への事前入厩と数週間の滞在を繰り返しており、栗東留学の先駆者である国枝が作り出した栗東留学の申し子とも言える。
重賞競走に出走するような有力馬以外でも「京都・阪神での出走」を名目に馬を栗東に一定期間滞在させてトレーニングを積ませる厩舍も現れており、美浦所属の厩舎群の低迷からの脱出の鍵として「いかに栗東の坂路を利用して関東馬を鍛えるか」が話題・トピックになるという、もはや美浦トレセンの存在意義にも関わる一面すら窺える現状になった。しかし、「栗東留学」を実践している調教師に対しては「美浦トレセンの価値を自ら貶めている」という冷ややかな見方も存在する。
「栗東留学」の逆に当たる「美浦留学」という言葉が全くないわけではなく、森秀行のように馬に良かれと判断すれば所属馬を積極的に美浦に滞在させる調教師も一部に存在するが、「栗東留学」に比べればごく少数である。
美浦の調教施設の設備全般について、栗東と比較して劣っていると感じる美浦の厩舎関係者は多く、国枝栄は「美浦トレセンの坂路の質を栗東トレセンと同等の水準のものに引き上げるべき」と主張していた。
なお、関東馬を栗東に滞在させるという事自体は、古くは1970年に桜花賞馬のタマミがクイーンカップに勝利した後から桜花賞終了まで栗東に滞在した例がある。この時、厩務員の蛯名幸作もタマミの状態を見るために一緒に滞在していた。

## 大規模改造へ
2018年2月、JRAは美浦トレセンの大規模改造に着手することになった。関東の馬主代表、調教師会役員を集めて説明会を開催し、3者間で基本合意した。
美浦と栗東の格差是正のため、まずは施設面の同等化が必要という考えから、JRAが提示した案として、
1. 坂路馬場の距離を延ばし、高低差も栗東と同程度にする。
2. 北馬場を閉鎖し新築中の厩舎地区に充て、障害コースは南馬場に移す。
3. ウッドチップコースの調教を、左回りも可能にする。

以上調教コースの改造の3点となり、同年9月12日にJRAは美浦トレセンの大規模改造の具体案を説明した。
その後、2019年9月にウッドチップコースの改修工事が終了し、1周1600mのBコースから2000mのDコースに移された。改修工事により、左右両回りで調教可能となった。
新坂路コースは18m地下から掘り下げて、より大きな高低差がつくコースにする。新坂路コースは2023年10月4日に運用を開始した。2021年11月には南馬場の調教スタンドが改築されている。新坂路コース完成となる2023年10月に北馬場は閉鎖となる。
北馬場閉鎖後は、跡地に新たに厩舎40棟を設ける他、競走馬診療所も新築移転する。最終的な完成は、2023年現在は「2028 - 30年頃」としているが、明確な時期は定まっていない。

## 主な厩舎および活躍馬
| 厩舎       | 活躍馬 |
| ---------- | --- |
| 伊藤圭三   | ナチュラルライズ |
| 岩戸孝樹   | エコロデュエル |
| 森一誠     | エンブロイダリー |
| 中舘英二   | ノットゥルノ |
| 加藤征弘   | シャドウゲイト、ノンコノユメ |
| 木村哲也   | ステルヴィオ、ジオグリフ、イクイノックス、レガレイラ、チェルヴィニア、コスタノヴァ、ヘデントール                                                                                          |
| 和田正一郎 | オジュウチョウサン |
| 久保田貴士 | マリアライト |
| 小野次郎   | コーリンベリー |
| 高木登     | スノードラゴン、ホワイトフーガ、サウンドトゥルー、ニシノデイジー、ウシュバテソーロ、ウィルソンテソーロ                                                                                    |
| 加藤和宏   | ハナズゴール |
| 小笠倫弘   | ビッグロマンス |
| 古賀慎明   | サンテミリオン |
| 堀宣行     | キンシャサノキセキ、ジャガーメイル、リアルインパクト、ストロングリターン、 ドゥラメンテ、モーリス、サトノクラウン、ネオリアリズム、サリオス、カフェファラオ、タスティエーラ、サトノレーヴ |
| 小島茂之   | ブラックエンブレム、クィーンスプマンテ |
| 国枝栄     | ピンクカメオ、ブラックホーク、マツリダゴッホ、マイネルキッツ、アパパネ、 ダノンプラチナ、アーモンドアイ、アカイトリノムスメ、サークルオブライフ、ステレンボッシュ                         |
| 上原博之   | ダイワメジャー、セイウンコウセイ |
| 勢司和浩   | スマイルトゥモロー |
| 杉浦宏昭   | テレグノシス、ショウワモダン |
| 手塚貴久   | グレイスティアラ、ゴスホークケン、アルフレード、アユサン、アジアエクスプレス、 フィエールマン、シュネルマイスター、ユーバーレーベン、ウインマリリン、ソールオリエンス                     |
| 高柳瑞樹   | スターズオンアース |
| 菊沢隆徳   | アエロリット |
| 武井亮     | リエノテソーロ、アーバンシック |
| 尾関知人   | レッドファルクス、グローリーヴェイズ、ドゥレッツァ |
| 中川公成   | ゴールドアクター |
| 田村康仁   | メジャーエンブレム、アスクビクターモア |
| 斎藤誠     | ヌーヴォレコルト、クラリティスカイ |
| 畠山吉宏   | マイネルホウオウ、ウインブライト |
| 田中剛     | マジェスティバイオ、マイネルネオス、ロゴタイプ、シャンパンカラー |
| 鹿戸雄一   | スクリーンヒーロー、エフフォーリア |
| 戸田博文   | キストゥヘヴン、フェノーメノ |
| 奥平雅士   | コイウタ |
| 相沢郁     | ウメノファイバー |
| 土田稔     | タイキシャーロック |
| 萩原清     | ロジユニヴァース、オーブルチェフ、ルヴァンスレーヴ、ノームコア、ダノンキングリー |
| 大竹正博   | ブラストワンピース |
| 栗田徹     | アルクトス、タイトルホルダー |
| 林徹       | ソングライン |
| 田中博康   | レモンポップ、ミッキーファイト |
| 宮田敬介   | ダンシングプリンス、ブレイディヴェーグ、アマンテビアンコ |
| 黒岩陽一   | アスコリピチェーノ |
| 青木孝文   | マイネルグロン |

## 所属騎手

### 現役騎手
| - 五十嵐雄祐 - 石神深一 - 石神深道 - 石川裕紀人 - 石田拓郎 - 石橋脩 - 伊藤工真 - 岩部純二 - 上里直汰 - 上野翔 - 内田博幸 - 江田照男 - 江田勇亮 - 遠藤汰月 - 大江原圭 | - 大野拓弥 - 小野寺祐太 - 金子光希 - 菊沢一樹 - 北村宏司 - 草野太郎 - 小林脩斗 - 小林美駒 - 小林凌大 - 木幡育也 - 木幡巧也 - 木幡初也 - 坂口智康 - 佐々木大輔 | - 佐藤翔馬 - 柴田大知 - 柴田善臣 - 嶋田純次 - 菅原明良 - 菅原隆一 - 杉原誠人 - 田辺裕信 - 谷原柚希 - 丹内祐次 - 土田真翔 | - 津村明秀 - 戸崎圭太 - 長浜鴻緒 - 西村太一 - 野中悠太郎 - 原田和真 - 原優介 - 伴啓太 - 舟山瑠泉 - 松岡正海 - 的場勇人 - 黛弘人 | - 丸田恭介 - 丸山元気 - 三浦皇成 - 水沼元輝 - 蓑島靖典 - 宮崎北斗 - 武藤雅 - 横山和生 - 横山武史 - 横山典弘 - 横山琉人 - 吉田隼人 - 吉田豊 |

## 事故
- 2009年4月3日、北馬場で蛯名信広調教師が調教中の管理馬に後肢で胸部を強く蹴られ、3時間後に右胸部打撲による心肺停止で死亡した[55]。
- 2021年3月31日、南馬場で調教助手の男性が競走馬の調教を行っていたところ、馬が左前足を骨折し転倒したはずみで前方に投げ出され、全身を打って意識不明の重体となった[56]。男性は回復することなく4月7日に死亡した[57]。

## その他
- 2004年11月にJリーグ百年構想に沿いJリーグ・鹿島アントラーズとの提携でアントラーズサッカークリニック・美浦校を新設することになり、2005年春開校した。
- 当施設で大量に発生する馬糞を堆肥として使用する、マッシュルームの栽培が近隣地域では盛んである。
- 日本国有鉄道土浦自動車営業所（国鉄バス土浦営業所、現：ジェイアールバス関東土浦支店）は、当施設の開業時に記念乗車券を発売した。

## 交通
- 首都圏中央連絡自動車道阿見東インターチェンジ
- 常磐線土浦駅からJRバス関東の路線バス江戸崎行きに乗車、「美浦トレセン前」下車。一部不経由。
- かつては、東京駅から江戸崎行きの高速バスが運行されていたが、2011年3月31日限りで廃止された（運行当時は「美浦トレーニングセンター」にて下車）。